# Fjaðrárgljúfur
De Fjaðrárgljúfur is een kloof in het zuiden van IJsland, iets ten westen van het plaatsje Kirkjubæjarklaustur. Door deze kloof stroomt de kleine Fjaðrá rivier die even verderop in de rivier Skaftá uitmondt.
De Fjaðrárgljúfur is een groene kloof. Hij is wisselend breed, ongeveer 100 m hoog en 2 km lang. De kloof loopt door een hyaloclastisch (zacht granulair) gesteente, waar zich lagen gestolde magma en andere intrusies in bevinden. De gehele formatie is zo´n 2 miljoen jaar geleden ontstaan. Toen de ijskap zich aan het eind van de ijstijd terugtrok, ontstond er aan het begin van de huidige kloof een diep meer in een door de gletsjer uitgeslepen vallei. Het water werd door een afsluitende laag gesteente tegengehouden. Het overtollige water stroomde over de rand en begon de kloof uit te slijpen. Met het verder smelten van de terugtrekkende gletsjer werd er steeds meer puin naar het meer gevoerd, waardoor deze zich met sediment vulde. Het resultaat was dat er een krachtige waterstroom uit het meer op gang kwam, die de afsluitende steenlaag en de zachte hyaloclastische laag ervoor verder erodeerde. Uiteindelijk werd ook het sediment in de gevulde vallei weggesleten en nam de waterstroom geleidelijk af tot het huidige niveau.